# Parafia Narodzenia Najświętszej Maryi Panny w Sromowcach Niżnych
Parafia Narodzenia Najświętszej Maryi Panny w Sromowcach Niżnych – parafia rzymskokatolicka, znajdująca się w diecezji tarnowskiej, w dekanacie Krościenko nad Dunajcem.

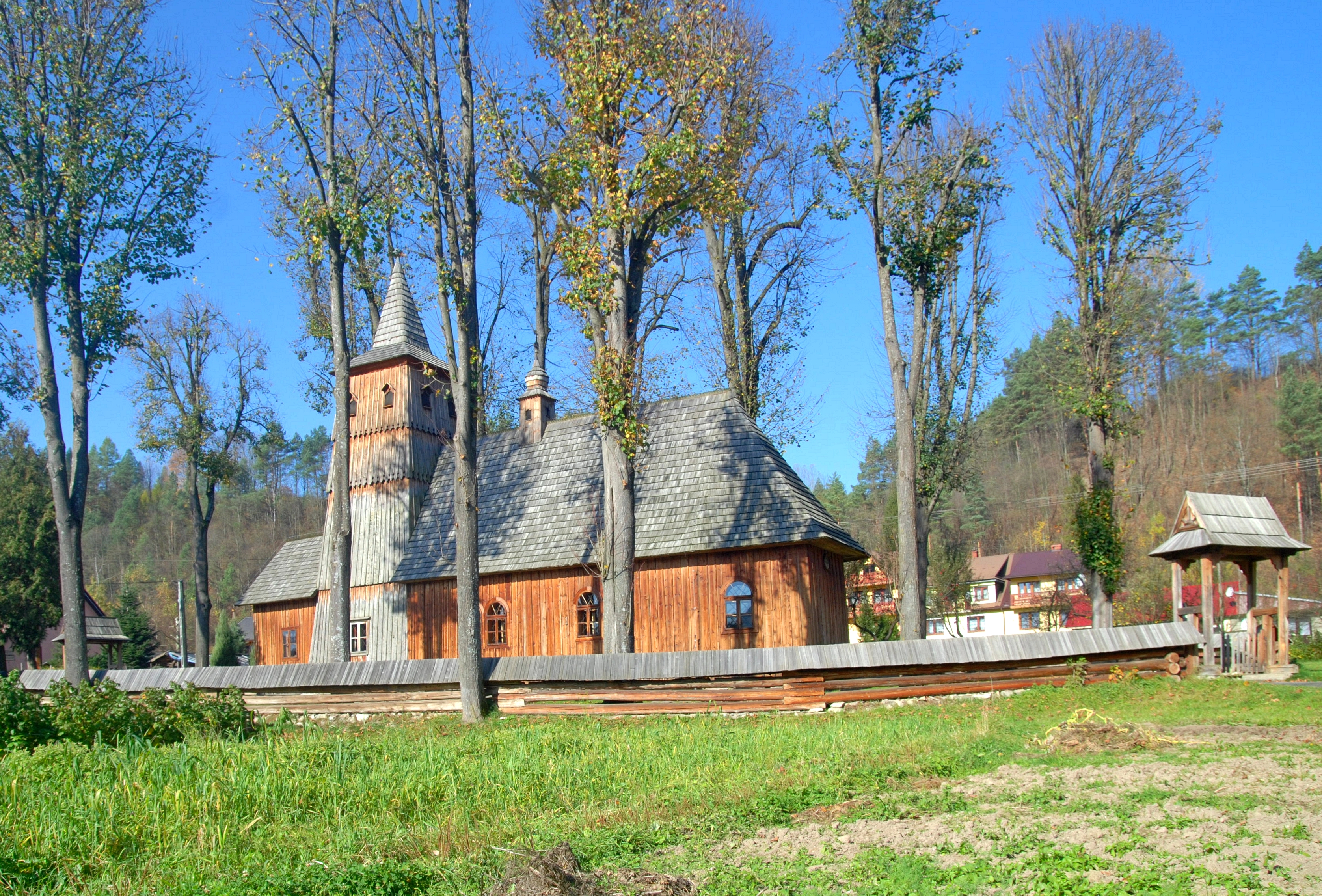
Zabytkowy dawny kościół parafialny w Sromowcach Niżnych